# Wat Ratcha-orasaram

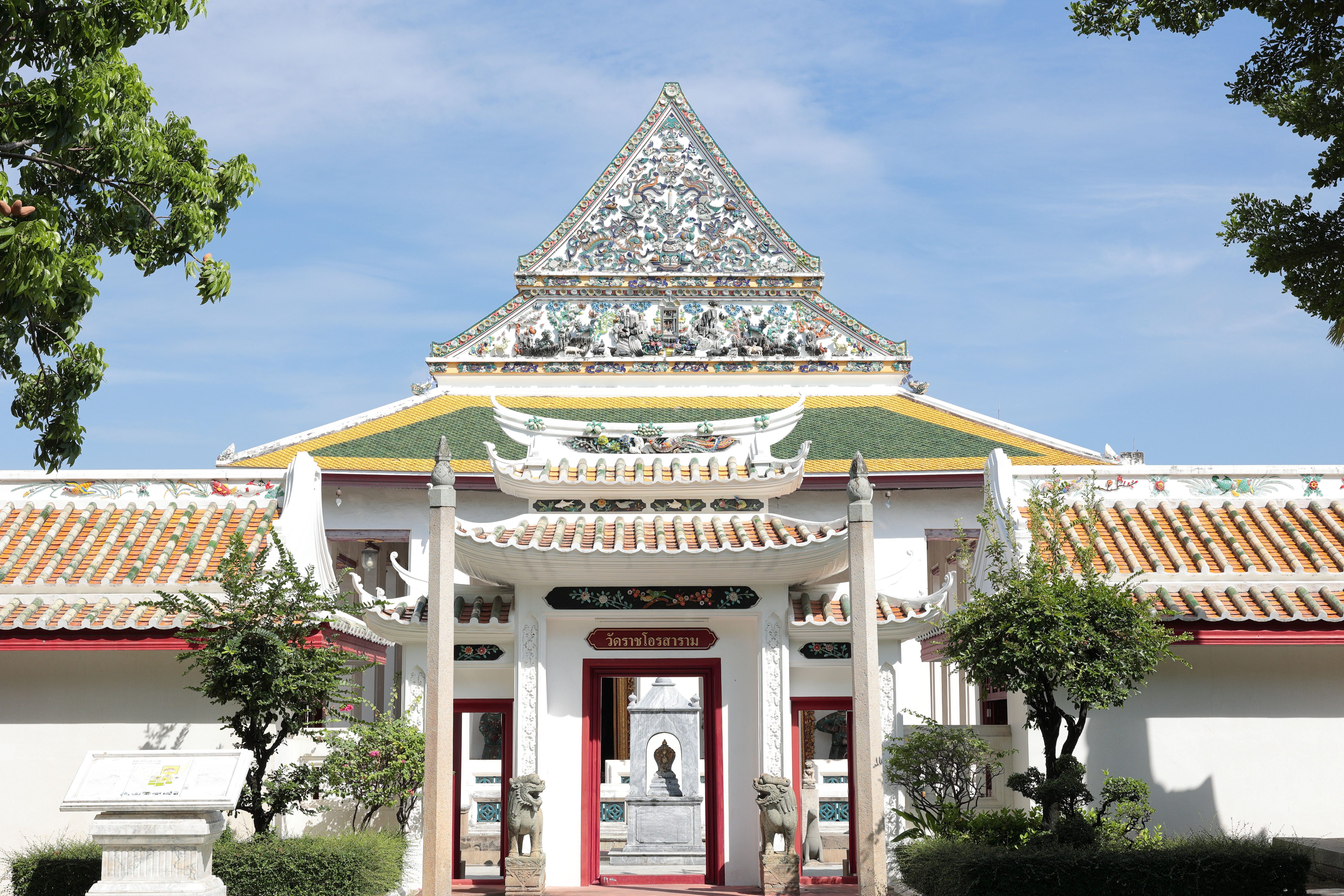
Blick durch das Eingangsportal

Wat Ratcha-orasaram Ratchaworawihan (Thai: วัดราชโอรสารามราชวรวิหาร), kurz Wat Ratcha-orot (วัดราชโอรส; auch Wat Raja Orasaram oder Ratchaorotsaram geschrieben) ist ein buddhistischer Tempel (Wat) im Bezirk (Khet) Chom Thong von Bangkok, Thailand. Der Tempel liegt am westlichen Ufer des Khlong Sanam Chai, der über den Khlong Bangkok Yai den Mae Nam Chao Phraya (Chao-Phraya-Fluss) mit Samut Songkhram verbindet.

## Geschichte
Der Tempel wurde bereits in der Ayutthaya-Periode erbaut, zu jener Zeit hieß er noch „Wat Chom Thong“. Als zur Regierungszeit von König Phuttaloetla (Rama II.) im Jahre 1819 der neue König Bagyidaw den Thron in Birma bestieg, kamen Gerüchte auf, die Burmesen planten eine neue Attacke auf die junge Thaination. Um auf alle Eventualitäten vorbereitet zu sein, wurde der Sohn des Königs, Prinz Chesda Bodin, mit einer gut ausgerüsteten Armee zur Grenze bei Ratchaburi geschickt, um einer möglichen Invasion möglichst früh zu begegnen.
Die Armee wurde per Schiff über Khlongs in das Zielgebiet transportiert. Der Legende nach erreichte der Prinz in der ersten Nacht Wat Chom Thong, wo er übernachtete. Der Abt des Tempels hatte einen günstigen Zeitpunkt errechnet, um eine alte brahmanische Zeremonie auszuführen, die Khon Tawan („Segnen der Krieger am Vorabend des Krieges“) genannt wurde. Der Prinz gelobte, sollte er siegreich aus dem Krieg zurückkommen, würde er den Tempel renovieren. So bewachte der Prinz die Grenze bis zum Beginn der Regenzeit, aber die Burmesen erschienen nicht. Obwohl ja keine Schlacht geschlagen wurde, fühlte sich der Prinz dennoch an sein Gelübde gebunden, und begann mit den Renovierungsarbeiten. Später bekam der Tempel von König Rama II. einen neuen Namen verliehen: Wat Ratcha-orot – „Tempel des Königssohnes“, da er von diesem renoviert worden war.
Nach 14 Jahren wurden die Renovierungsarbeiten fertiggestellt, Prinz Chesda Bodin war inzwischen als Phra Nang Klao (Rama III.) zum dritten König der Chakri-Dynastie gekrönt worden. Als König verlieh er dem Tempel den Rang „Königlicher Tempel Erster Klasse“ und nannte ihn von da an Wat Ratcha-orasaram Ratchaworawihan.

## Baustil
Zu jener Zeit bevorzugte der König einen chinesisch beeinflussten Baustil, der sogar einen eigenen Namen bekam: Sinlapa Phra Ratchaniyom (ศิลปะพระราชนิยม – „vom König bevorzugte Kunst“). In diesem interessanten Stilmix von thailändischen und chinesischen Elementen wurde der Wihan und der Ubosot erneuert. Wat Ratcha-orasaram war der erste Tempel, der ohne die traditionellen Dekorationen des Tempeldaches errichtet wurde (siehe: Chofah).

## Sehenswürdigkeiten
- Der Ubosot: das chinesische Dach ist gedeckt mit Kacheln in den thailändischen Farben grün und orange, es ruht auf 18 schmucklosen quadratischen Säulen. Das Giebelfeld ist mit chinesischen Stuck-Motiven dekoriert. Die Haupt-Buddha-Statue im Innern wurde zur Regierungszeit von König Rama III. erschaffen, sie hat eine Meditations-Handhaltung. Die Wände sind mit Malereien in chinesischem Stil bedeckt, ähnlich denen des Wat Phanang Choeng in Ayutthya.
- Der Thron unter einem schattigen Baum an der Nordost-Ecke des Ubosot, wo sich Prinz Chesda Bodin bei Besuchen des Tempels niederließ, um die Restaurierungsarbeiten zu begutachten.
- Der Phra Rabieng, die Galerie rund um den Wihan hat die gleiche Dachform wie der Ubosot, zusätzlich runde Eingangstore (chinesische „Mond-Tore“) zum Vorhof. Im Vorhof selbst stehen 32 Chedis in regelmäßiger Anordnung rund um den Wihan.
- Der Wihan: Eingangstore außen verziert in Gold-Lack-Technik und Gold-Reliefs von tanzenden Thevada, innen Malereien von Pfauen und Vögeln in chinesisch anmutender Landschaft. Innen eine riesige liegende Buddha-Statue, jedoch kleiner als der liegende Buddha im Wat Pho.
- Chinesische Pavillons (Sala) und Chedis auf dem gesamten Tempelgebiet

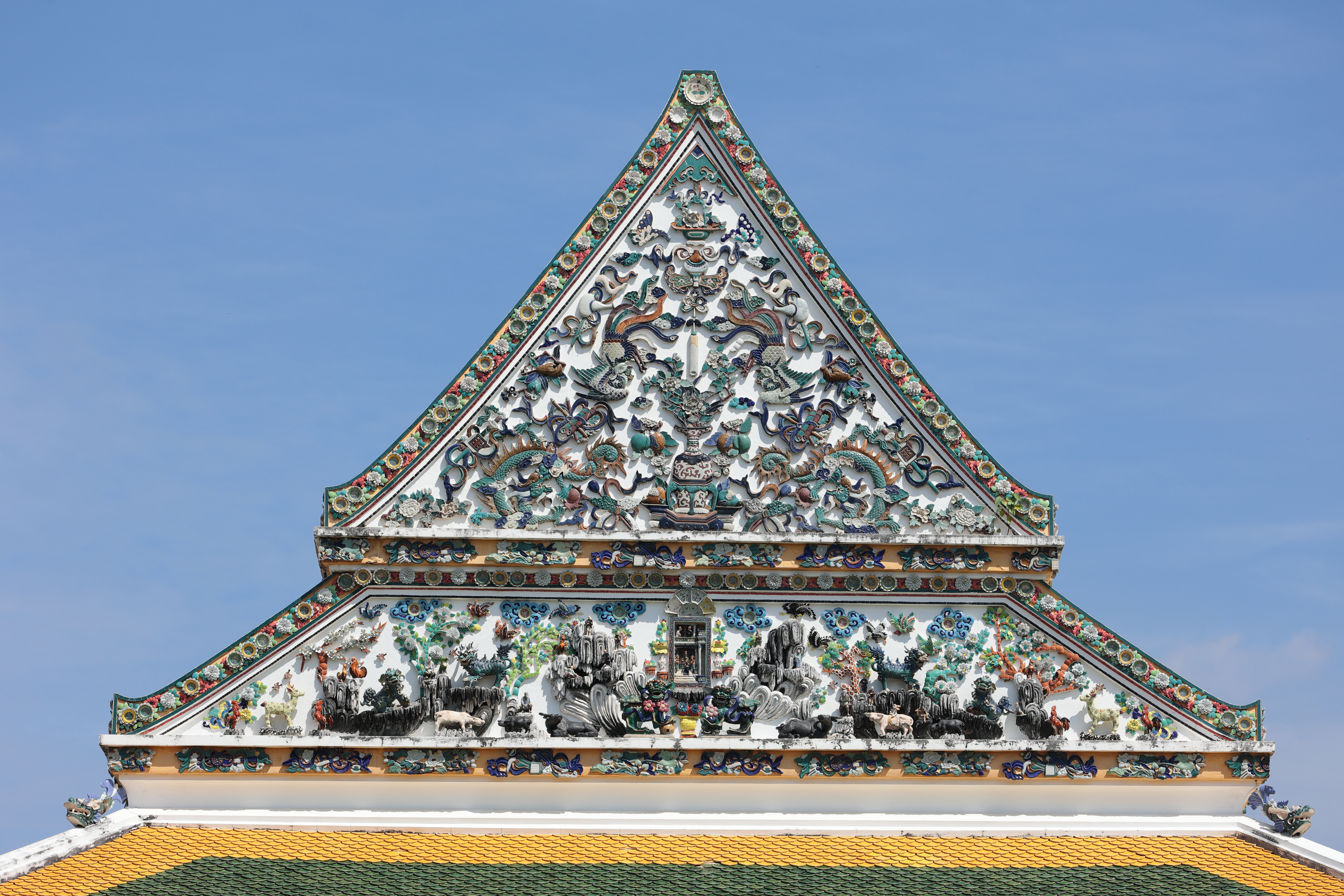
Wat Ratcha-orasaram: Giebel des Ubosot
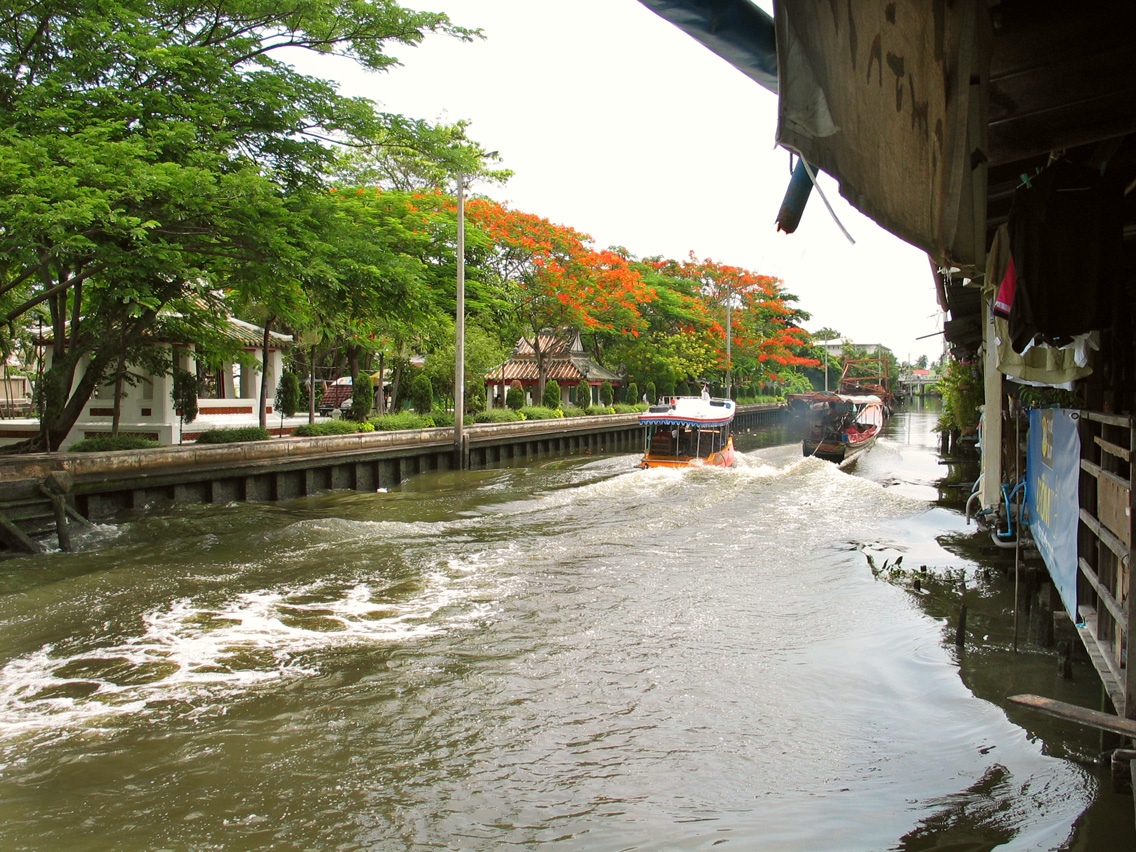
Khlong Sanam Chai am Wat Ratcha-orasaram
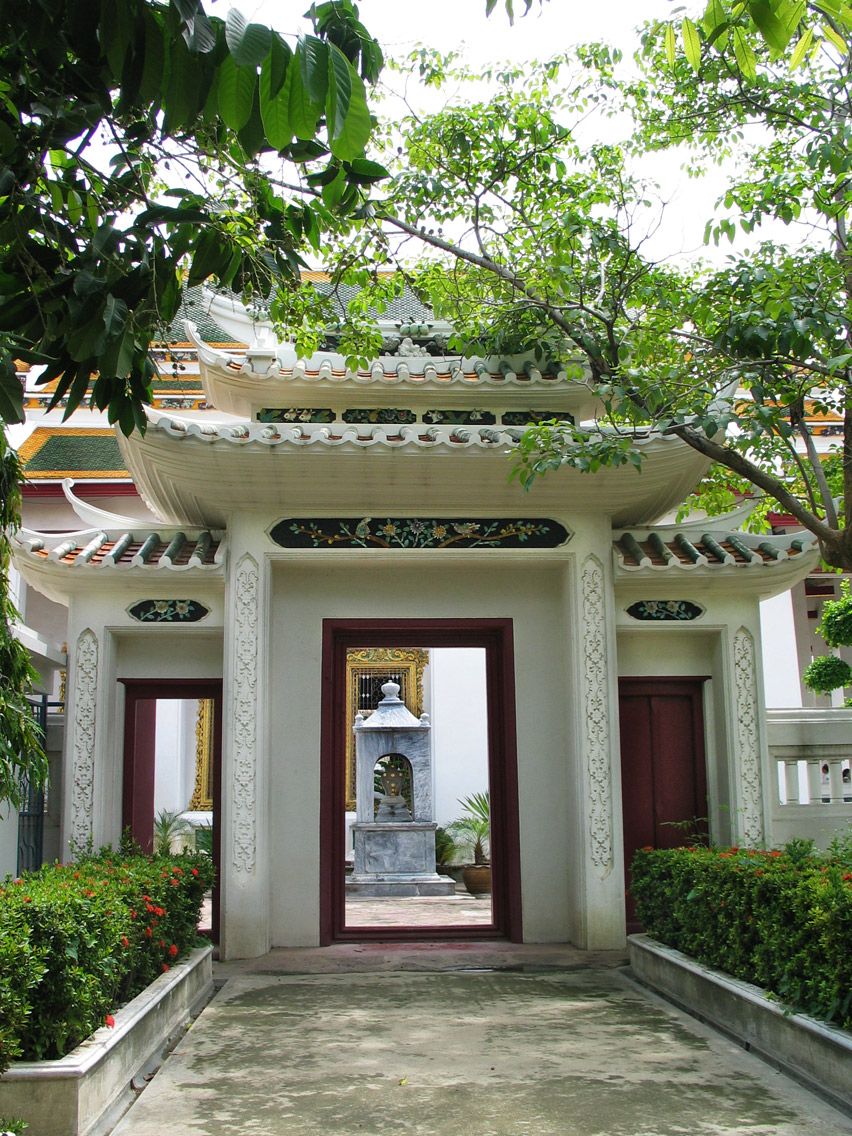
Durchgang zum Ubosot
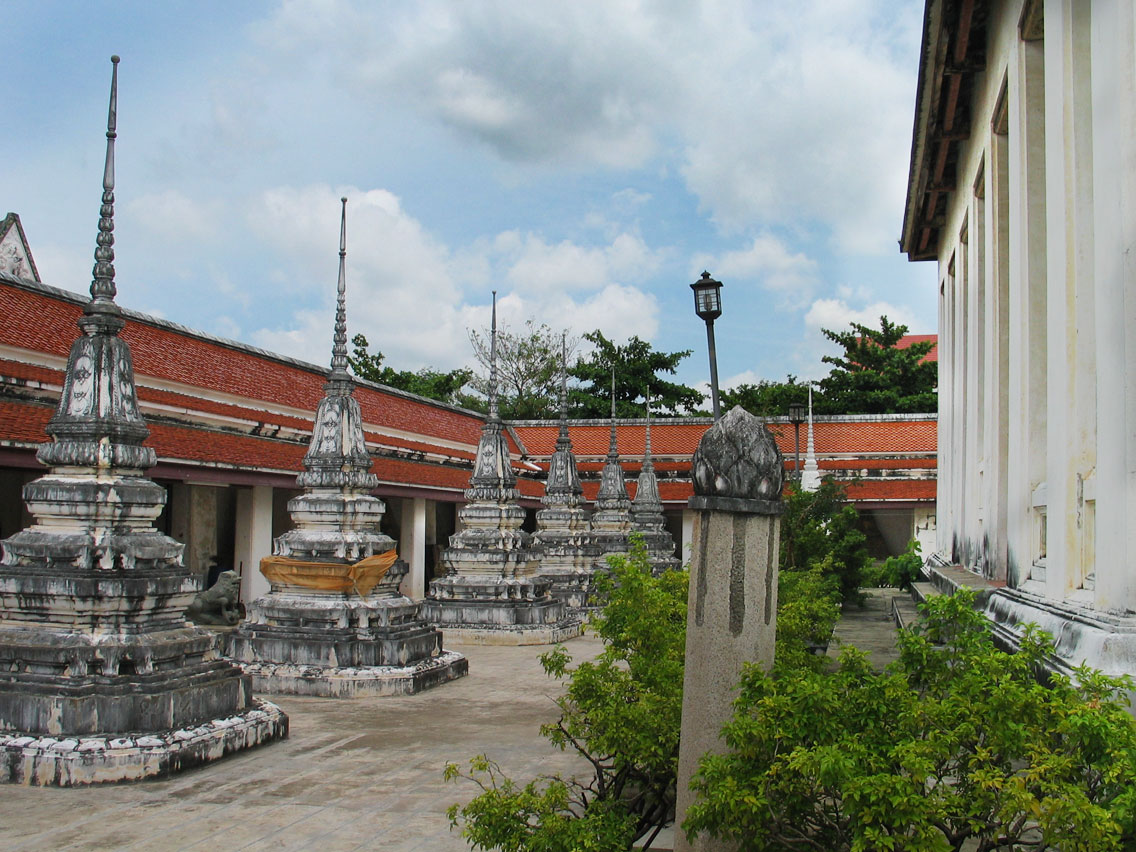
Vorhof am Wihan des liegenden Buddha